# 尼古拉·卡利尼奇 (籃球運動員)
尼古拉·卡利尼奇（1991年11月8日—），塞爾維亞籃球運動員，在場上的位置是小前鋒。他現在效力於塞爾維亞籃球甲級聯賽球隊貝爾格萊德紅星籃球俱樂部。他在2014年7月21日加盟貝爾格萊德紅星。他代表塞爾維亞國家籃球隊參賽，參加了2014年籃球世界杯的比賽。

## 家庭
他的父亲是乒乓球运动员佐兰·卡利尼奇。

## 外部連結
- 尼古拉·卡利尼奇在fiba.basketball（英语）
- 尼古拉·卡利尼奇在archive.fiba.com（存檔）（英语）
- 尼古拉·卡利尼奇在歐洲籃球聯賽（英语）
- 尼古拉·卡利尼奇在西班牙篮球甲级联赛（球員）（西班牙语）
- 尼古拉·卡利尼奇在土耳其籃球超級聯賽（英语）
- 尼古拉·卡利尼奇在亞得里亞海聯賽（英语）
- 尼古拉·卡利尼奇在Basketball-Reference.com（國際）（英语）
- 尼古拉·卡利尼奇在Eurobasket.com（球員）（英语）
- 尼古拉·卡利尼奇在Proballers（英语）
- 尼古拉·卡利尼奇在RealGM（英语）
- 尼古拉·卡利尼奇在Olympics.com（英语）
- 尼古拉·卡利尼奇在Olympedia（英语）
- 尼古拉·卡利尼奇在Olympic Committee of Serbia（塞尔维亚语）